# 青睞影視
青睞影視製作股份有限公司（Green Film Production），台灣的影像製作公司，簡稱「青睞影視」，前身為青頻果有限公司。青睞影視成立於2004年，創辦人為導演葉天倫，組織架構為製作部、經紀部、教學部三大部門。主要產品與服務為電影、電視、廣告、紀錄片製作、配音員配音經紀、演員演藝經紀、表演課程教授等。代表作品有電視劇《在河左岸》、《含笑食堂》、《愛。回來》、《紫色大稻埕》《雙城故事》《戒指流浪記》，電影《一八九五》、《雞排英雄》、《大稻埕》《詐團圓》等。

## 作品

### 電影
- 《西城童話》（導演：葉天倫）釜山影展亞洲視窗、高雄電影節閉幕影片
- 《五星級魚干女》（導演：林孝謙）美國關島影展最佳影片、高雄電影節閉幕影片
- 《愛情算不算》（導演：林君陽）日本福岡影展參展影片、台北電影節
- 《大稻埕》（導演：葉天倫）國片春節票房冠軍、全台票房二億五千萬
- 《雞排英雄》（導演：葉天倫）國片春節票房冠軍、全台票房一億四千萬、美國關島影展最佳影片
- 《一八九五》（導演：洪智育）(李喬 原著)亞洲影視大賞最佳劇集、國片票房冠軍三千萬
- 《天馬茶房》（導演：林正盛）坎城影展、藍特影展、多倫多影展、夏威夷影展、釜山影展、福崗影展、奧斯卡外語片台灣代表
- 《詐團圓》（導演：葉天倫）

### 電視
- 《外鄉女》(楊青矗 原著)（導演：葉天倫、陳長綸）黑美人單元 入圍106年度金鐘獎 迷你劇集、迷你劇集男主角、美術設計、燈光四項大獎
- 《紫色大稻埕》(謝里法 原著)（導演：葉天倫、陳長綸）入圍105年度金鐘獎六項大獎 入圍亞洲影視大賞最佳導演、最佳女主角
- 《幸福在我家》（導演：林博生）
- 《在河左岸》(鍾文音 原著)（導演：陳長綸）入圍103年度金鐘獎八項大獎 榮獲最佳導演、女配角、燈光三項大獎
- 《含笑食堂》（導演：葉天倫）入圍102年度金鐘獎九項大獎 榮獲最佳女主角
- 《愛。回來》（導演：葉天倫）入圍101年度金鐘獎五項大獎
- 《微笑面對》（導演：周曉鵬）入圍100年度金鐘獎最佳美術獎
- 《矽谷阿嬤》（導演：鄧安寧）
- 《浪淘沙》(東方白 原著)（導演：鄧安寧）入圍94年度金鐘獎11項大獎 榮獲最佳戲劇、編劇、攝影、美術、燈光五項大獎
- 《嫁粧一牛車》(王禎和 原著)榮獲亞洲電視大獎『最佳戲劇獎』 、休士頓國際影展『銅櫻花獎』

### 微電影
- 《客家好愛你》（導演：葉天倫）2012年客家委員會時報華文廣告金像獎入圍『導演獎』、榮獲時報華文廣告金像獎『企業形象別佳作』台灣年度十大創意廣告『年度十大精選行銷類微電影』
- 《請。聽》（導演：葉天倫）董氏基金會
- 《點.亮.愛》（導演：葉天倫）
- 《蛙式女孩》（導演：葉天倫）榮獲『年度十大精選行銷類微電影』『雅虎奇摩精選六大微電影』曼秀雷敦
- 《芯菱奇基》（導演：葉天倫）法鼓山
- 《客家好親近》（導演：葉天倫）客家委員會

## 出版物
- 《紫色大稻埕：幕後製作全紀錄》(原著 謝里法 / 電視編劇 高妙慧 林佳慧 劉宇均)（圓神出版，ISBN 9789861335858）
- 《大稻埕：電影寫真全紀錄》(電影編劇 葉丹青)（馬可孛羅出版，ISBN 9789865722005）
- 《雞排英雄：正港影像全紀錄》(電影編劇 葉丹青)（布克文化出版，ISBN 9789866278181）
- 《浪淘沙：人文映像之旅》(原著 東方白 / 電視編劇 王詞仰 柯淑卿 葉丹青)（前衛出版，ISBN 9578014694）
- 《一八九五：電影小說》(原著 李喬 / 電影編劇 高妙慧 葉丹青)（田澤文化出版，ISBN 9879868494800）

## 旗下藝人

### 導演
- 葉天倫

### 演員
- 嚴藝文
- 葉文豪
- 李辰翔
- 呂雪鳳

### 配音員
- 王冠蓉
- 陳雨新
- 葉文豪
- Elsa
- 謝一帆

## 外部連結
- 青睞影視的Facebook專頁